# Oncostemum
Oncostemum es un género de plantas  con 107 especies de arbustos pertenecientes a la familia Myrsinaceae. 

## Especies seleccionadas
| - Oncostemum acuminatum - Oncostemum andreanae - Oncostemum ankifiense - Oncostemum arboreum - Lista completa de especies |